# Mastro Lindo

La mascotte

Mastro Lindo è il nome del marchio e la mascotte di una linea di prodotti per la pulizia delle superfici della casa di proprietà di Procter & Gamble.

## Storia

### Storia del detergente
Mastro Lindo (nome italiano dello statunitense Mr. Clean) è stato creato da Linwood Burton, un imprenditore statunitense nel settore dei prodotti di pulizia per le navi, e dal suo amico, Mathusan Chandramohan, un ricco imprenditore proveniente dallo Sri Lanka. In passato, le navi erano pulite con abrasivi o solventi capaci di sciogliere grasso e sporcizia; tuttavia, quei solventi erano così pericolosi per i lavoratori che Burton fu spinto a cercare una soluzione che fosse al tempo stesso efficace e meno caustica. Burton, con delle conoscenze elementari di chimica, sviluppò Mastro Lindo nel tentativo di pulire le navi senza dover spendere soldi di risarcimento nei confronti dei suoi lavoratori, che facevano causa per i danni causati dai solventi precedenti.
Più tardi, nel 1958, ha venduto il prodotto a Procter & Gamble; a soli sei mesi dal suo debutto pubblicitario televisivo, Mastro Lindo è diventato il detergente liquido più venduto sul mercato ed è stato il primo in una bottiglia di plastica.
Cinque anni dopo, nel novembre del 1962, a Mastro Lindo è stato assegnato il primo nome Veritably (più tardi tradotto in Italia come "Mastro") tramite la campagna promozionale "Give Mr. Clean a First Name".

### Storia del personaggio
Il personaggio Mastro Lindo è la mascotte dei prodotti.
L'idea di disegnare Mastro Lindo come un uomo abbronzato, muscoloso e calvo è di Harry Barnhart. Il disegno è stato realizzato, nel 1957, da Ernie Allen, del reparto artistico presso l'agenzia pubblicitaria Tatham-Laird & Kudner di Chicago, Illinois. Il modello originale per il personaggio di Mastro Lindo era un marinaio della Marina degli Stati Uniti della città di Pensacola, in Florida. Hal Mason, l'animatore capo di Cascade Pictures a Hollywood, in California, ha modificato il materiale pubblicitario esistente per renderlo più facilmente utilizzabile negli spot televisivi scritti, prodotti e diretti da Thomas Scott Cadden; Mastro Lindo è stato ritratto dall'illustratore Richard Black, come un "genie in a bottle" ("genio in una bottiglia") con l'orecchino, le braccia conserte, e la tendenza ad apparire magicamente al momento opportuno.
House Peters, Jr. è stato il primo attore ad interpretare Mastro Lindo dal vivo, negli spot televisivi. Nel settembre 2010, Mastro Lindo è apparso sulla copertina della rivista Biz X Magazine.

### Storia delle campagne pubblicitarie e dei prodotti negli Stati Uniti

I vari loghi statunitensi che si sono susseguiti dal 1958 al 2014

Nel 1963, Mr. Clean (il nome con cui Mastro Lindo è noto nei Paesi anglosassoni) interpreta il ruolo del poliziotto che arresta i problemi di sporcizia nella campagna pubblicitaria "Grime fighter" (Il pugile della sporcizia). Nel 1966, Mr. Clean appare arrabbiato con la sporcizia nella campagna "New, Mean Mr. Clean (Nuovo, cattivo Mastro Lindo).
Sempre nel 1966, viene lanciata la campagna "Mr. Clean leaves a sheen where you clean" (Mastro Lindo lascia brillantezza dove pulisci). Nel 1968, Mr. Clean viene migliorato con aromi di pino e un maggior potere pulente. Nel mese di ottobre del 1970, "Mr. Clean Lemon Refreshed" (Mastro Lindo Fresco Limone) esce in anteprima.
Nell'estate del 1972, viene introdotto "Two Fisted Mr. Clean" (Mastro Lindo due pugni), ideale per pulire e donare brillantezza. Nel mese di luglio 1976, viene introdotto "Sunshine Fresh Mr Clean" (Mastro Lindo fresco splendore), con una fragranza migliorata. Nel dicembre 1981, viene introdotta una nuova formula per pavimento senza cera.
Nel luglio 1985,viene introdotto un nuovo Mr. Clean, con un miglior potere pulente. Nello stesso anno, a Los Angeles, viene anche lanciata una ricerca nazionale per il sosia di Mr. Clean. Nel 1986, Mr. Clean viene introdotto nella versione spray. Nel 1996, Mr. Clean appare concentrato, "Ultra Mr. Clean" (Mastro Lindo Ultra).
Nel 2003, viene introdotto "Mr. Clean Magic Eraser" (Mastro Lindo Gomma Magica), un detergente in schiuma di melamina. Nel 2012, viene lanciata la campagna "Mr. Clean-The Origin" (Mastro Lindo-Le Origini).

## Il jingle
Le parole e la musica del jingle di Mastro Lindo sono stati scritti da Thomas Scott Cadden, produttore e direttore degli spot televisivi, presso la Cascade Pictures a Hollywood, in California. Cadden ha scritto il jingle nella sua casa di Skokie, Illinois, e ha usato un normale registratore per la prima registrazione, voce e pianoforte, da presentare all'agenzia pubblicitaria Tatham - Laird & Kudner e poi a Procter & Gamble. Procter & Gamble ha approvato il jingle nella primavera/estate del 1957.
Il jingle originale era un duo di musica popolare tra un uomo (Don Cherry) e una donna (Betty Bryan) ed è il jingle più a lungo usato nella storia della televisione. È apparso con l'introduzione del prodotto, nel primo gruppo di spot andati in onda nel mese di agosto del 1958, su WDTV/KDKA a Pittsburgh, in Pennsylvania.
Il jingle è protetto da copyright con i numeri EU 589219 e EU 599220 ed è iscritto all'ASCAP con i codici 570098598 e 570006267. Di seguito, il testo originale di Thomas Scott Cadden.
Il brano è stato anche fonte di ispirazione, nella parodia tedesca dell'occidente del 2001, Der Schuh des Manitu (Shoe Manitou) di Michael 'Bully' Herbig, per una scena con Sky du Mont che cita lo spot del "superperforator", un'arma di fantasia.

## Versioni internazionali

Confezione italiana di Mastro Lindo del 1978

Il nome "Mr. Clean" come è chiamato solitamente nei differenti Paesi dove è presente:
- Mastro Lindo, in Italia e a Malta;
- Don Limpio, in Spagna (originariamente lanciato e venduto per molti anni come Mister Proper);
- Maestro Limpio, in Messico e Porto Rico;
- Meister Proper, in Germania (originariamente; etichettato per un periodo di tempo Mr. Proper);
- Meneer Proper, nel Belgio olandofono e nei Paesi Bassi (comunemente il marchio è conosciuto come Mister Proper);
- Pan Proper, in Polonia;
- Mister Proper, in Bulgaria, Croazia, Repubblica Ceca, Ungheria, Lettonia, Lituania, Medio Oriente, Paesi Bassi, Serbia, Slovacchia, Romania, Russia e Ucraina;
- Monsieur Net, in Québec e nel Canada francese;
- Monsieur Propre, nel Belgio francofono e in Francia;
- Мистер Пропер, in Russia.

Nel Regno Unito e in Irlanda, il prodotto è venduto con il marchio Flash. Inoltre Flash, a differenza di Mastro Lindo, non ha una mascotte. Flash è stato pubblicizzato nella televisione britannica dall'attrice scozzese Molly Weir, con lo slogan "Flash cleans floors WITHOUT scratching" (Flash pulisce i pavimenti senza graffiarli).

## Riferimenti culturali
- Nell'episodio di Lost, Linea di confine, "Mastro Lindo" è uno dei soprannomi di Sawyer per John Locke, un personaggio muscoloso e calvo interpretato da Terry O'Quinn[13].
- Nell'episodio dei Simpson 5×15 "Bart vince un elefante", Homer inizia la pulizia nel seminterrato, ignorando l'avvertimento di utilizzare Mastro Lindo solo in una zona ben ventilata. I fumi risultanti lo inducono ad allucinazioni e ad immaginare le varie mascotte di una selezione di prodotti di pulizia per la casa. Le mascotte prendono vita e attaccano Homer e Mastro Lindo lo apostrofa, in un accento tedesco, "Io... devo... distruggerti!"
- Nella produzione di Grease, Mastro Lindo è menzionato nella canzone parodia “Alma Mater”, cantata dai T-Birds. La canzone dice: "If Mr Clean, Rydell, had seen Rydell, he'd just turn green and disappear!" (Rydell, se Mastro Lindo avesse visto Rydell sarebbe diventato verde e scomparso!).
- Nell'episodio di SpongeBob, Un vero talento, del 1999, SpongeBob chiede a Squiddi Tentacolo se utilizzare "Mr. Cleanser" o "Dr. Clean" come cera per pulire il pavimento del Krusty Krab.
- "make mrproper" è un comando nel sistema di compilazione del kernel Linux, utilizzato per "ripulire" tutti i file compilati in passato e ripristinare la directory al suo stato originale di pulizia. Il motivo per cui "make mrproper " viene usato al posto di "make mrclean" è perché Linus Torvalds, padre di Linux, aveva familiarità con il nome di "Mr. Proper", in quanto questo è il marchio ampiamente conosciuto in Europa.
- In The Venture Bros., durante l'episodio Tutti contro tutti, un agente di nome Pulitore che ricorda da vicino Mastro Lindo, viene assunto per ripulire le scene del crimine con la sua arma preferita, una coppia di spruzzatori per la pulizia che lasciano un piacevole e leggero odore di limone.
- Mr. Clean è uno dei brani più famosi della band Millencolin.
- Il nome di Mastro Lindo è stata oggetto di una domanda da $250.000 in un episodio di Who Wants to be a Millionaire.
- Mr. Clean è menzionato nella canzone Shakermaker degli Oasis del 1994.
- Mastro Lindo è stato descritto, nel 2009, nel cortometraggio Logorama.
- Il personaggio di Mastro Lindo appare nel film d'animazione Foodfight!.
- Nel romanzo di Michael Connelly, La ragazza di polvere, l'aiuto-capo della LSPD Irvin Irving viene paragonato dall'autore a "Mastro Lindo", a causa della sua calvizie.
- Nel 1961 Stan Laurel (il magro di Stanlio e Ollio) vinse l'Oscar alla carriera e chiamò la statuetta dorata "Mister Clean", ispirandosi alla somiglianza e alla "brillantezza" delle due figure caratterizzate e accomunate da un uomo calvo e muscoloso.
- Viene citato da Massimo Boldi nel film Sognando la California del 1992, nella scena in cui si ritrova coi vecchi compagni di università.
- Don Lindo appare nel capitolo In cerca di re Spinacio del fumetto Super Braccio di Ferro nº 146, pubblicato nell'ottobre 1984.
- In Avengers: Infinity War, Iron Man chiama ironicamente Drax il Distruttore "Mastro Lindo" a causa della sua vaga somiglianza con il personaggio.

## Concorsi
Nel marzo 2007, Procter & Gamble ha lanciato un concorso online con YouTube che ha dato ai consumatori l'opportunità di creare una pubblicità di 60 secondi per "Mastro Lindo Magic Eraser" (Mastro Lindo Gomma Magica). Il concorso è durato fino al 30 giugno 2007. Nel settembre 2007, il premio di 10.000 dollari è stato assegnato al creatore della pubblicità vincitrice "Here's To Stains".
Nel 1998, Honda Motor Co. ha creato una campagna pubblicitaria, tra cui uno spot televisivo dove Mastro Lindo rappresentava il pulito di Honda Accord ed altri prodotti Honda, tra cui tosaerba, decespugliatori, moto e motori marini.